# Liste der Kulturdenkmale in Préizerdaul
In der Liste der Kulturdenkmale in Préizerdaul sind alle Kulturdenkmale der luxemburgischen Gemeinde Préizerdaul aufgeführt (Stand: 15. Juli 2025).

## Kulturdenkmale nach Ortsteil

### Bettborn
| Bild           | Bezeichnung                                                                                                 | Lage                                           | Beschreibung | Stufe | Eingetragen seit |
| -------------- | --- | ---------------------------------------------- | ------------ | ----- | ---------------- |
| Wohnhaus       | Wohnhaus | 93, rue Principale (Karte)                     |              | PCN   | 9. Januar 2015   |
|                | Wegkreuz „D’Kräiz beim Beckerich“                                                                           | Ecke rue de l’Église / rue de Reimberg (Karte) |              | PCN   | 22. Juli 2021    |
|                | Gebäude | 2, Remerbierg (Karte)                          |              | PCN   | 6. November 2023 |
| Weitere Bilder | Kirche Visitation de la Bienheureuse-Vierge-Marie mit der südlichen und westlichen Seite der Friedhofsmauer | (Karte)                                        |              | PCN   | 29. Januar 2024  |

### Horas/Pratz
| Bild | Bezeichnung   | Lage                      | Beschreibung | Stufe | Eingetragen seit |
| ---- | ------------- | ------------------------- | ------------ | ----- | ---------------- |
|      | Horaser Mühle | rue de Folschette (Karte) |              | PCN   | 27. Oktober 2017 |

### Platen
| Bild      | Bezeichnung | Lage                   | Beschreibung | Stufe | Eingetragen seit  |
| --------- | ----------- | ---------------------- | ------------ | ----- | ----------------- |
| Bauernhof | Bauernhof   | 7, rue du Pont (Karte) |              | PCN   | 21. Dezember 2007 |

### Reimberg
| Bild                 | Bezeichnung          | Lage                      | Beschreibung                                                                                                   | Stufe | Eingetragen seit |
| -------------------- | -------------------- | ------------------------- | --- | ----- | ---------------- |
| Wasserturm           | Wasserturm           | (Karte)                   | | IS    | 31. Mai 2018     |
| ehemaliger Bauernhof | ehemaliger Bauernhof | 9, rue Dr. Lucius (Karte) | heute Musée Michel Lucius; Geburtshaus des luxemburgischen Geologen Michel Lucius mit Museum zu Leben und Werk | IS    | 31. Mai 2018     |

Legende: PCN – Immeubles et objets bénéficiant des effets de classement comme patrimoine culturel national; IS – Immeubles et objets inscrits à l’inventaire supplémentaire

## Quelle
- Liste des immeubles et objets beneficiant d’une protection nationales, Nationales Institut für das gebaute Erbe, Fassung vom 12. September 2022, S. 100 f. (PDF)

- Karte mit allen Koordinaten:
- OSM |
- WikiMap

Bad Mondorf |
Bartringen |
Bauschleiden |
Bech |
Beckerich |
Befort |
Berdorf |
Bettemburg |
Bettendorf |
Betzdorf |
Bissen |
Biwer |
Burscheid |
Bous-Waldbredimus |
Clerf |
Colmar-Berg |
Consdorf |
Contern |
Dalheim |
Diekirch |
Differdingen |
Dippach |
Düdelingen |
Echternach |
Ell |
Ernztalgemeinde |
Erpeldingen an der Sauer |
Esch an der Alzette |
Esch an der Sauer |
Ettelbrück |
Fels |
Feulen |
Fischbach |
Flaxweiler |
Frisingen |
Garnich |
Goesdorf |
Grevenmacher |
Grosbous-Wahl |
Habscht |
Heffingen |
Helperknapp |
Hesperingen |
Junglinster |
Käerjeng |
Kayl |
Kehlen |
Kiischpelt |
Koerich |
Kopstal |
Lenningen |
Leudelingen |
Lintgen |
Lorentzweiler |
Luxemburg |
Mamer |
Manternach |
Mersch |
Mertert |
Mertzig |
Monnerich |
Niederanven |
Nommern |
Parc Hosingen |
Petingen |
Préizerdaul |
Pütscheid |
Rambruch |
Reckingen/Mess |
Redingen/Attert |
Reisdorf |
Remich |
Roeser |
Rosport-Mompach |
Rümelingen |
Saeul |
Sandweiler |
Sassenheim |
Schengen |
Schieren |
Schifflingen |
Schüttringen |
Stadtbredimus |
Stauseegemeinde |
Steinfort |
Steinsel |
Strassen |
Tandel |
Ulflingen |
Useldingen |
Vianden |
Vichten |
Waldbillig |
Walferdingen |
Weiler zum Turm |
Weiswampach |
Wiltz |
Winseler |
Wintger |
Wormeldingen